# یخچال بوزخانه
یخچال بوزخانه مربوط به سده‌های متأخر دوران‌های تاریخی پس از اسلام است و در شهرستان ماهنشان، بخش انگوران، دهستان قلعه جوق، داخل روستای کهریزبیگ واقع شده و این اثر در تاریخ ۲۶ اسفند ۱۳۸۷ با شمارهٔ ثبت ۲۵۹۴۵ به‌عنوان یکی از آثار ملی ایران به ثبت رسیده است.